# غال موريل
غال موريل هو أمين مكتبة سويسري، ولد في 24 مارس 1803 في St. Fiden ‏ في سويسرا، وتوفي في 16 ديسمبر 1872 في اينسيديلن في سويسرا.